# Saint-Aubin (Côte-d'Or)
Pour les articles homonymes, voir Saint-Aubin.
Saint-Aubin est une commune française située dans le département de la Côte-d'Or en région Bourgogne-Franche-Comté.

## Géographie
Village viticole.

### Hameaux, écarts, lieux-dits
(liste non exhaustive)
- Gamay -

### Climat
Pour des articles plus généraux, voir Climat de la Bourgogne-Franche-Comté et Climat de la Côte-d'Or.
En 2010, le climat de la commune est de type climat océanique dégradé des plaines du Centre et du Nord, selon une étude du Centre national de la recherche scientifique s'appuyant sur une série de données couvrant la période 1971-2000. En 2020, Météo-France publie une typologie des climats de la France métropolitaine dans laquelle la commune est exposée à un climat océanique altéré et est dans la région climatique  Bourgogne, vallée de la Saône, caractérisée par un bon ensoleillement (1 900 h/an), un été chaud (18,5 °C), un air sec au printemps et en été et des vents faibles. 
Pour la période 1971-2000, la température annuelle moyenne est de 10,6 °C, avec une amplitude thermique annuelle de 17,5 °C. Le cumul annuel moyen de précipitations est de 823 mm, avec 12,6 jours de précipitations en janvier et 7,5 jours en juillet. Pour la période 1991-2020, la température moyenne annuelle observée sur la station météorologique de Météo-France la plus proche, « La Rochepot », sur la commune de La Rochepot à 2 km à vol d'oiseau, est de 10,6 °C et le cumul annuel moyen de précipitations est de 849,5 mm,. Pour l'avenir, les paramètres climatiques de la commune estimés pour 2050 selon différents scénarios d'émission de gaz à effet de serre sont consultables sur un site dédié publié par Météo-France en novembre 2022.

## Urbanisme

### Typologie
Au 1er janvier 2024, Saint-Aubin est catégorisée commune rurale à habitat dispersé, selon la nouvelle grille communale de densité à 7 niveaux définie par l'Insee en 2022.
Elle est située hors unité urbaine. Par ailleurs la commune fait partie de l'aire d'attraction de Beaune, dont elle est une commune de la couronne,. Cette aire, qui regroupe 64 communes, est catégorisée dans les aires de 50 000 à moins de 200 000 habitants,.

### Occupation des sols
L'occupation des sols de la commune, telle qu'elle ressort de la base de données européenne d’occupation biophysique des sols Corine Land Cover (CLC), est marquée par l'importance des territoires agricoles (51,4 % en 2018), une proportion sensiblement équivalente à celle de 1990 (51,8 %). La répartition détaillée en 2018 est la suivante : 
cultures permanentes (36,1 %), forêts (29,4 %), milieux à végétation arbustive et/ou herbacée (15,3 %), zones agricoles hétérogènes (10,4 %), prairies (4,9 %), zones urbanisées (3,9 %). L'évolution de l’occupation des sols de la commune et de ses infrastructures peut être observée sur les différentes représentations cartographiques du territoire : la carte de Cassini (XVIIIe siècle), la carte d'état-major (1820-1866) et les cartes ou photos aériennes de l'IGN pour la période actuelle (1950 à aujourd'hui).

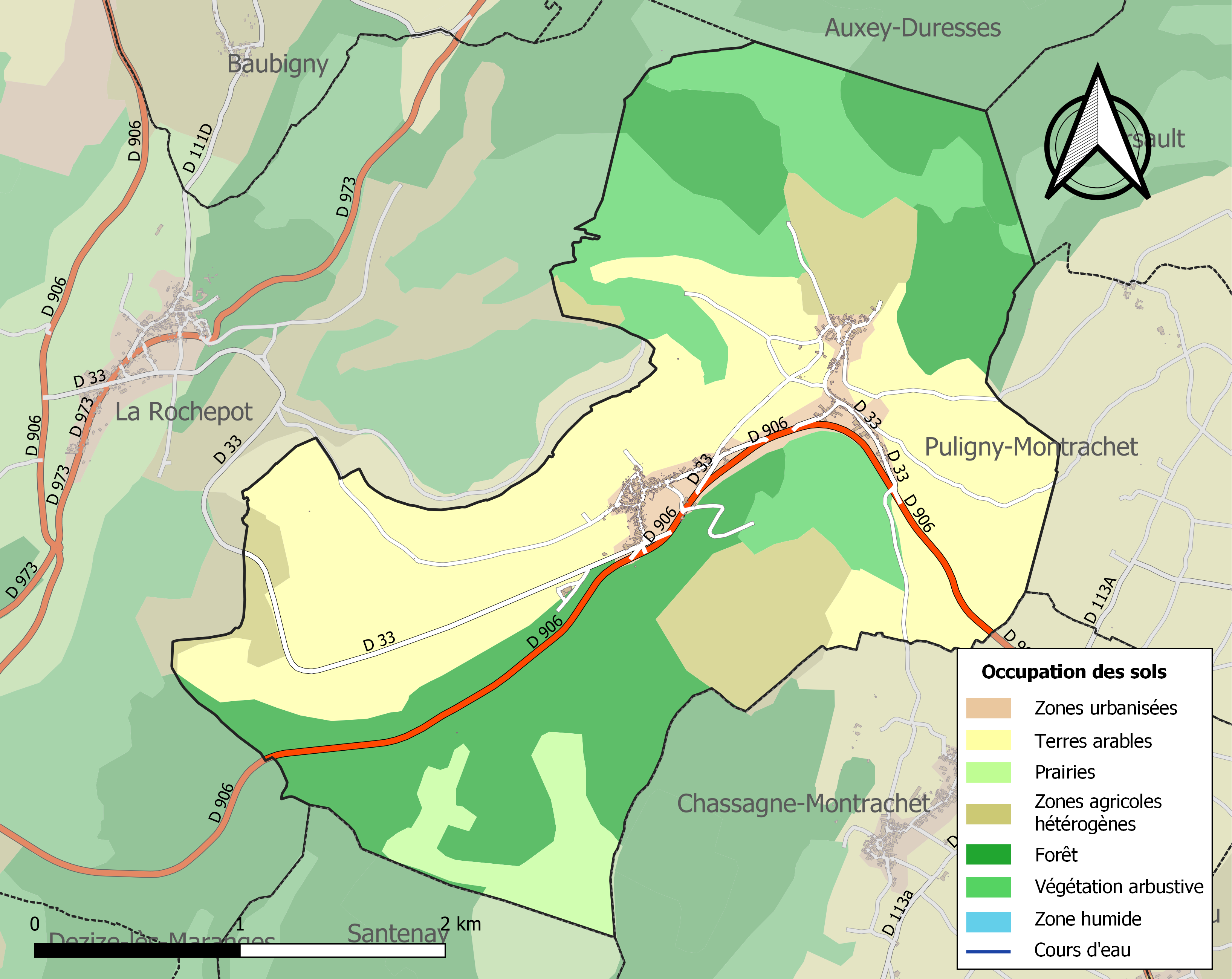
Carte des infrastructures et de l'occupation des sols de la commune en 2018 (CLC).

## Histoire

### Préhistoire
L'abri Vasselon est décrit par Collot (1891). Situé au sud-ouest du village, il a fourni des vestiges de faune et d'outillage lithique à peine ou non décrits mais assez intéressants pour inciter M. Lacour et Labry à daire des recherches alentour. Ils trouvent l'abri Virely dans une ancienne cavité d'extraction de dolomie. Cet abri leur livre entre autres deux pointes de Châtelperron, les premières trouvées en Côte-d'Or. La base du remplissage a fourni deux grands fragments d'os, dont un a été rongé par des hyènes et port en outre de nombreuses traces fines de silex. Les deux abris sont datés du Paléolithique.

### Moyen-Âge
La Maison forte de Gamay était la possession du chancelier Nicolas Rolin.

### Temps modernes
Au cours de la période révolutionnaire de la Convention nationale (1792-1795), la commune a porté le nom d'Auroux-la-Montagne.

## Politique et administration
| Période                                  | Période  | Identité       | Étiquette | Qualité |
| ---------------------------------------- | -------- | -------------- | --------- | ------- |
| mars 2001                                | en cours | Gérard Prudhon |           |         |
| Les données manquantes sont à compléter. |          |                |           |         |

## Démographie
L'évolution du nombre d'habitants est connue à travers les recensements de la population effectués dans la commune depuis 1793. Pour les communes de moins de 10 000 habitants, une enquête de recensement portant sur toute la population est réalisée tous les cinq ans, les populations de référence des années intermédiaires étant quant à elles estimées par interpolation ou extrapolation. Pour la commune, le premier recensement exhaustif entrant dans le cadre du nouveau dispositif a été réalisé en 2006.
En 2022, la commune comptait 195 habitants, en évolution de −12,56 % par rapport à 2016 (Côte-d'Or : +0,82 %, France hors Mayotte : +2,11 %).
| 1793 | 1806 | 1821 | 1836 | 1841 | 1846 | 1851 | 1856 | 1861 |
| ---- | ---- | ---- | ---- | ---- | ---- | ---- | ---- | ---- |
| 547  | 627  | 722  | 806  | 784  | 770  | 790  | 717  | 715  |

| 1866 | 1872 | 1876 | 1881 | 1886 | 1891 | 1896 | 1901 | 1906 |
| ---- | ---- | ---- | ---- | ---- | ---- | ---- | ---- | ---- |
| 759  | 744  | 814  | 821  | 743  | 659  | 648  | 641  | 631  |

| 1911 | 1921 | 1926 | 1931 | 1936 | 1946 | 1954 | 1962 | 1968 |
| ---- | ---- | ---- | ---- | ---- | ---- | ---- | ---- | ---- |
| 572  | 467  | 464  | 444  | 404  | 378  | 342  | 318  | 308  |

| 1975 | 1982 | 1990 | 1999 | 2006 | 2011 | 2016 | 2021 | 2022 |
| ---- | ---- | ---- | ---- | ---- | ---- | ---- | ---- | ---- |
| 288  | 281  | 239  | 248  | 266  | 250  | 223  | 204  | 195  |

## Lieux et monuments

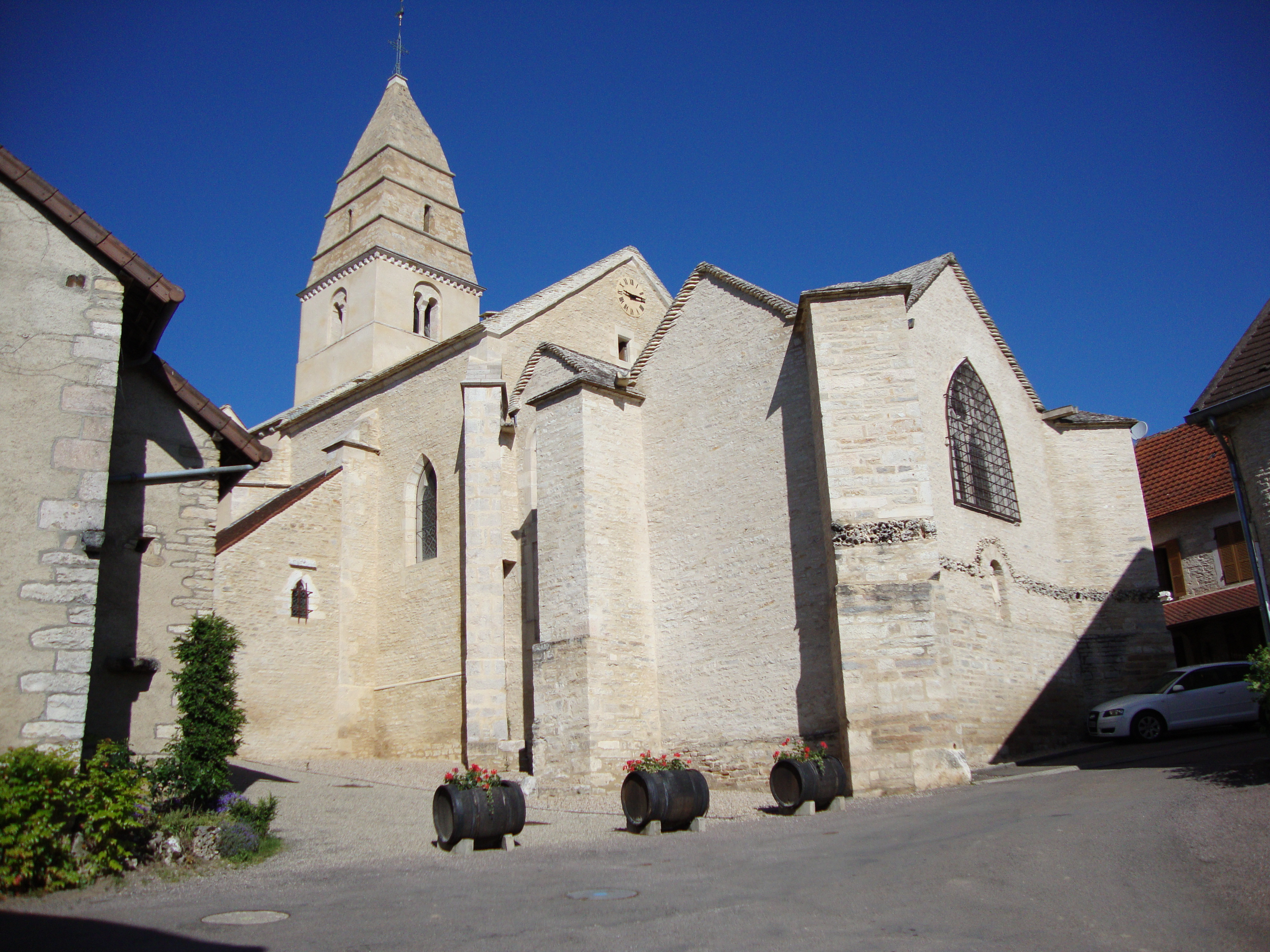
Saint-Aubin, l'église Saint-Aubin.
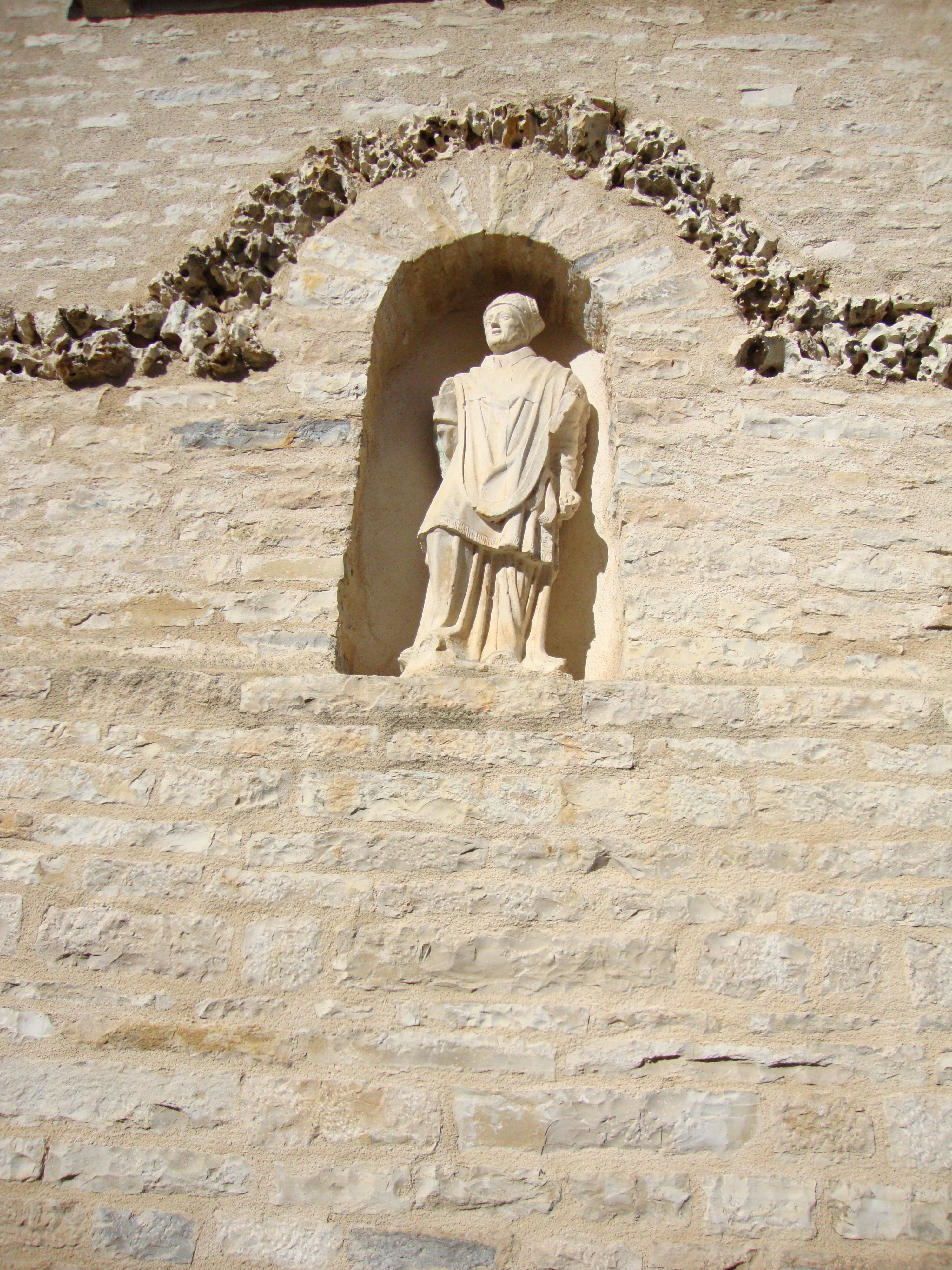
Statue de saint Aubin.
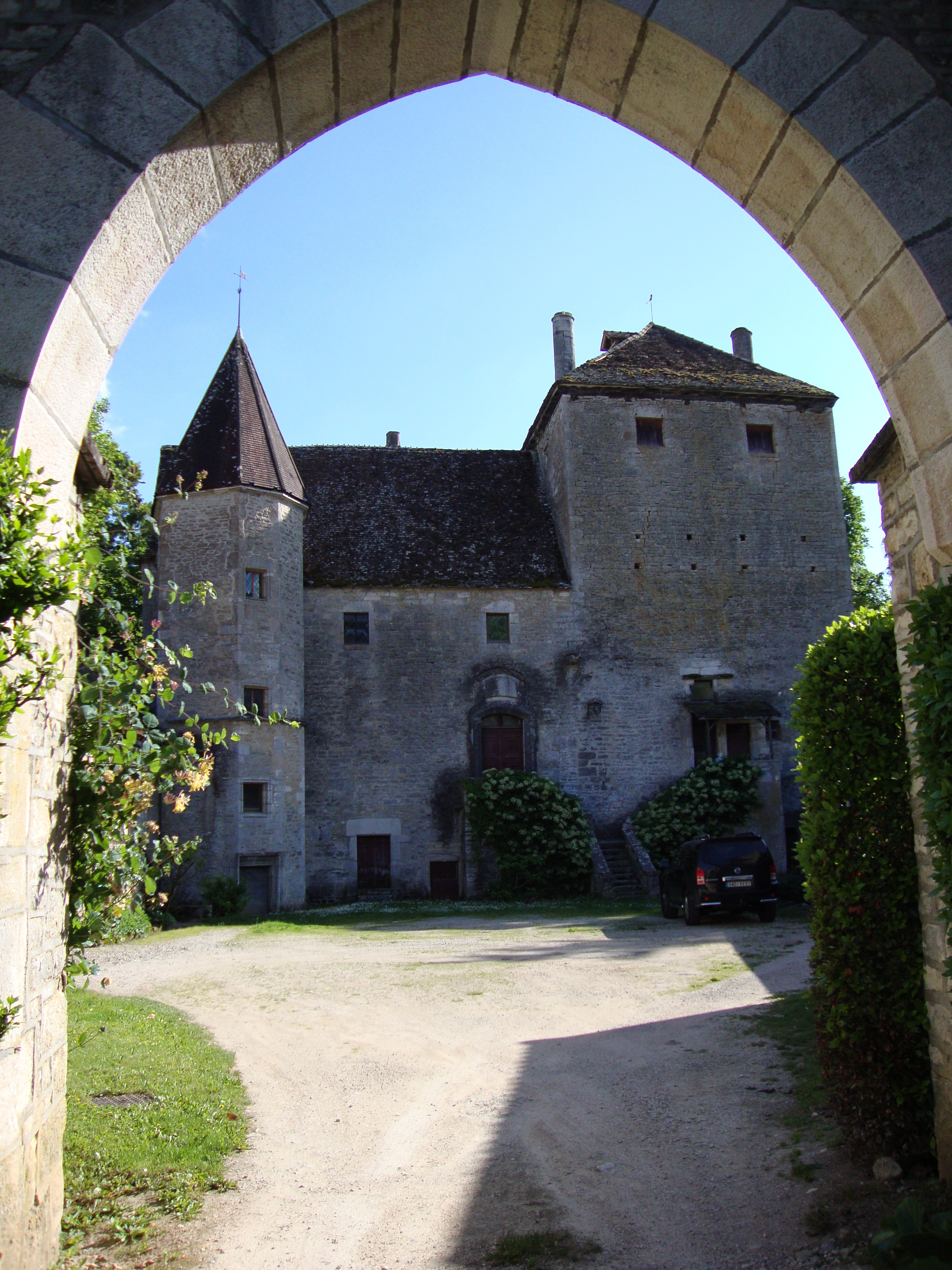
Château de Gamay.

- Église paroissiale, classée monument historique[19]. Les premières mentions de la communauté paroissiale remontent au XIe siècle et indiquent un simple oratoire dépendant du chapitre de Notre-Dame de Beaune. Une première église, correspondant à la partie occidentale de la nef actuelle, semble dater de cette période. Elle fut agrandie de deux travée vers l'est une première fois dans la seconde moitié du XVe siècle, après les ruines de la guerre de Cent Ans et une seconde fois au XIXe siècle. L'église contient quelques œuvres peintes et sculptées des XVIe et XVIIe siècles, même si la plus grande part de son mobilier date des XVIIIe et XIXe siècles[20].
- Château de Gamay du XIIe siècle, également classé MH[21].
- Croix de chemin, sur la R.N. 6 au sud du village de 1805.
- Croix de chemin dite croix de Vollon, au sud-est du village, 1869.
- Croix de chemin dite croix de Jorcul en pierre de taille, à l'ouest du village, 1861.
- Croix de Chemin, rue de Gamay et rue de la Forêt, piédestal et fût 1837, croix en pierre de taille refaite vraisemblablement à la fin du XIXe siècle 1837.
- Cabane de vigneron, reconstruite aux environs de 1930 d'après une tradition orale, en pierre sèche avec une couverture en lauses calcaires, 2e quart du XXe siècle.
- Rue de la Fontaine, rue Basse : maison de Vigneron avec cuverie et cellier à l'alignement du logis postérieure à 1835, cave voûtée en anse de panier. Elle comporte également un bas-relief du XVIe siècle remployé en façade, croix ornée d'une fleur de lys au croisillon.
- Rue de la Fontaine, rue Basse, rue de Blagny : maison antérieure à 1835, remplois du XVIe siècle dans le mur postérieur : porte à arêtes concaves et linteau sculpté d'armoiries martelées.
- Auberge, RN 6 ; rue Basse, construite en 1790, étage en surcroît éclairé par deux lucarnes à fenêtre circulaire.
- Château fort avec cour, enceinte, fossé, donjon, colombier

Il s'agit d'une maison forte bourguignonne, demeure seigneuriale répandue au XIIIe siècle, date de construction du donjon et du corps de logis remanié au XVe siècle lors de l'ajout de l'aile basse. La tourelle d'escalier a été construite après. 
Le château a été transformé en ferme et les bâtiments construits au XIXe siècle sont représentatifs de l'architecture rurale de cette époque. À la fin du XIXe siècle la famille de Chauvigny de Blot rachète l'édifice pour le restaurer.

## Héraldique
| Blason de Saint-Aubin | Blason  | De gueules à l'église du lieu d'argent.          |
| Blason de Saint-Aubin | Détails | Le statut officiel du blason reste à déterminer. |

## Vignoble
Saint-Aubin, commune viticole, a accueilli les 25 et 26 janvier 2014 la 70e édition de la Fête de la Saint-Vincent tournante, manifestation supervisée par la Confrérie des chevaliers du Tastevin.

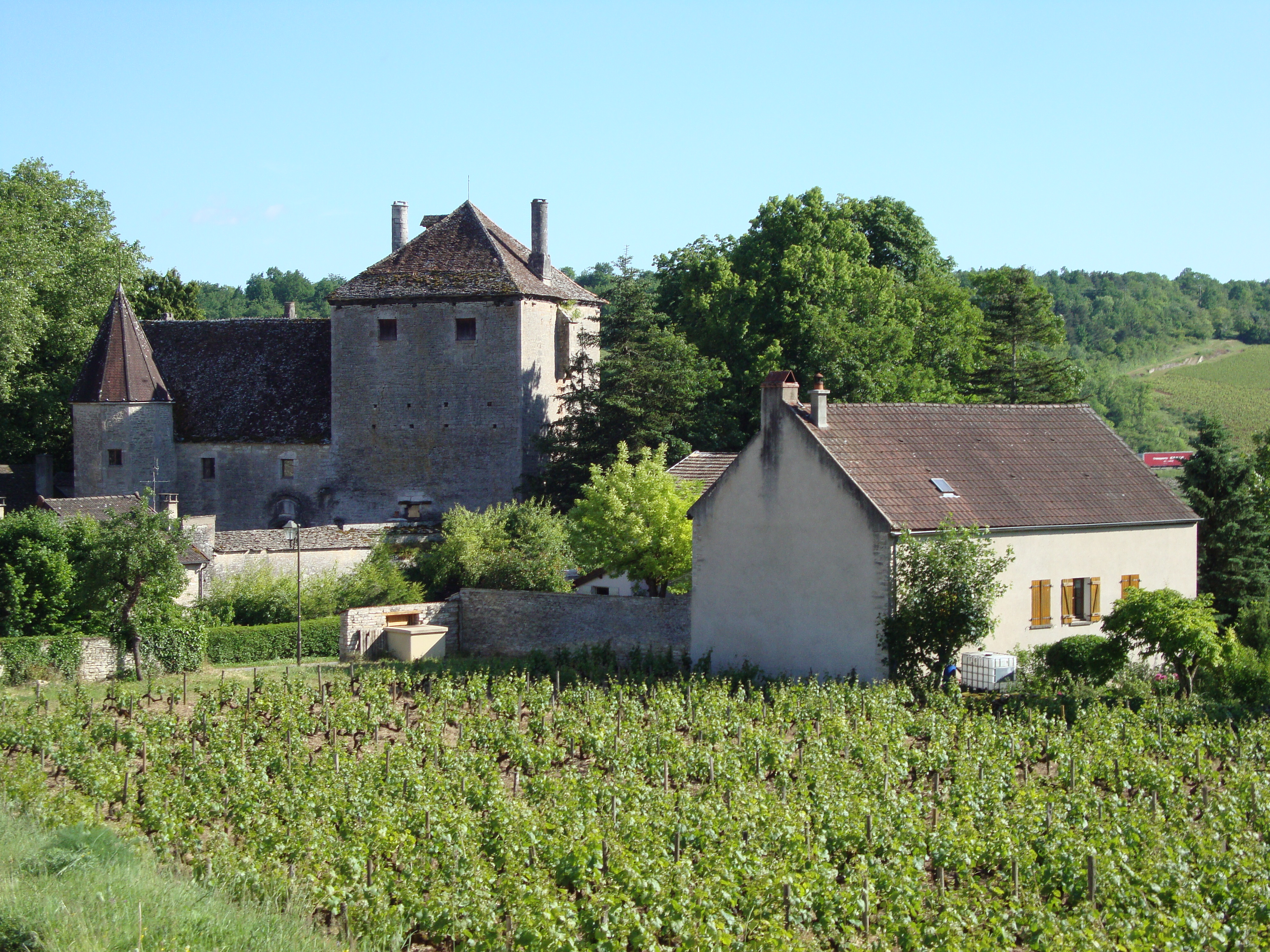
Le château de Gamay.
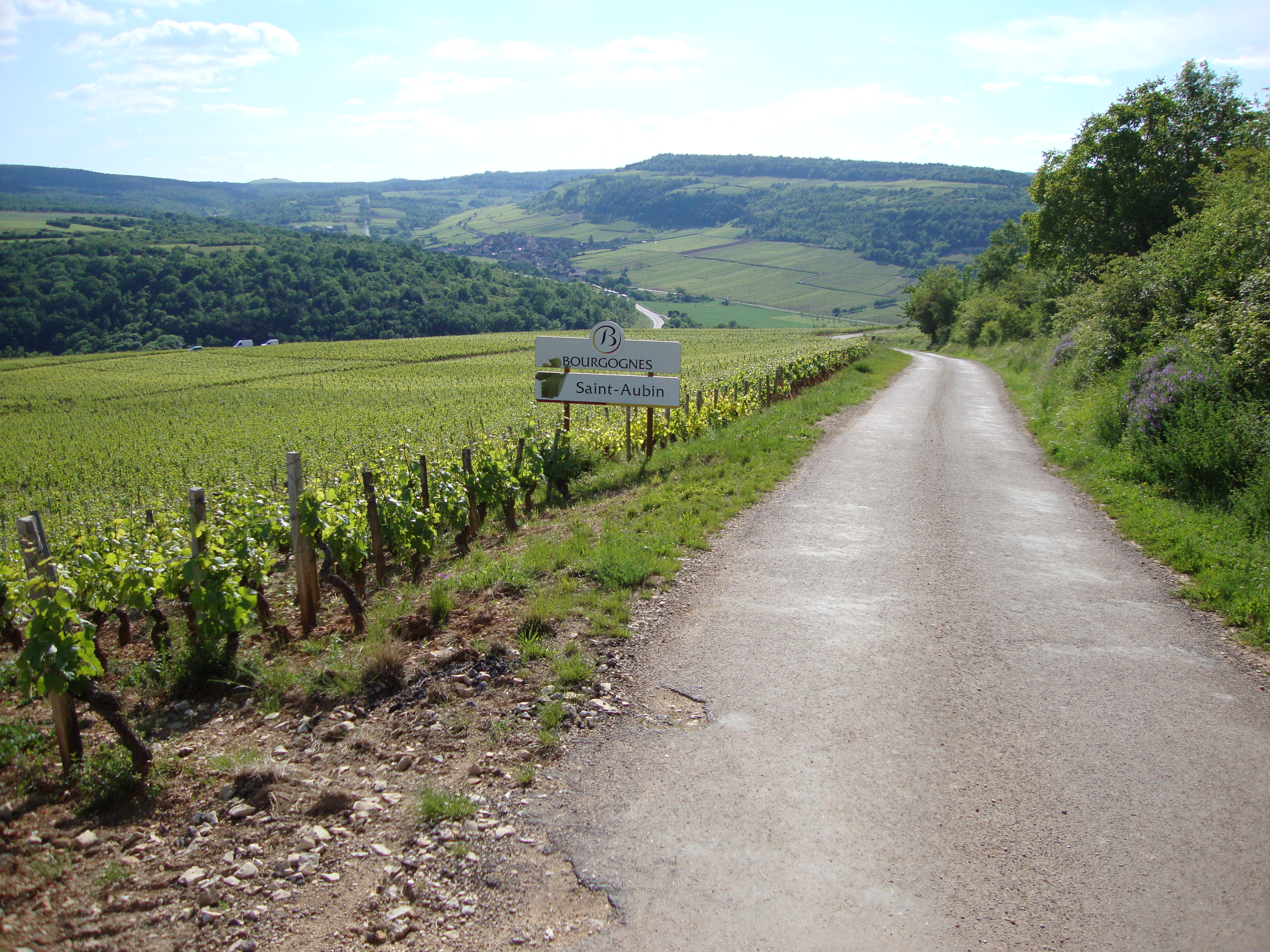
Le vignoble de Saint-Aubin.
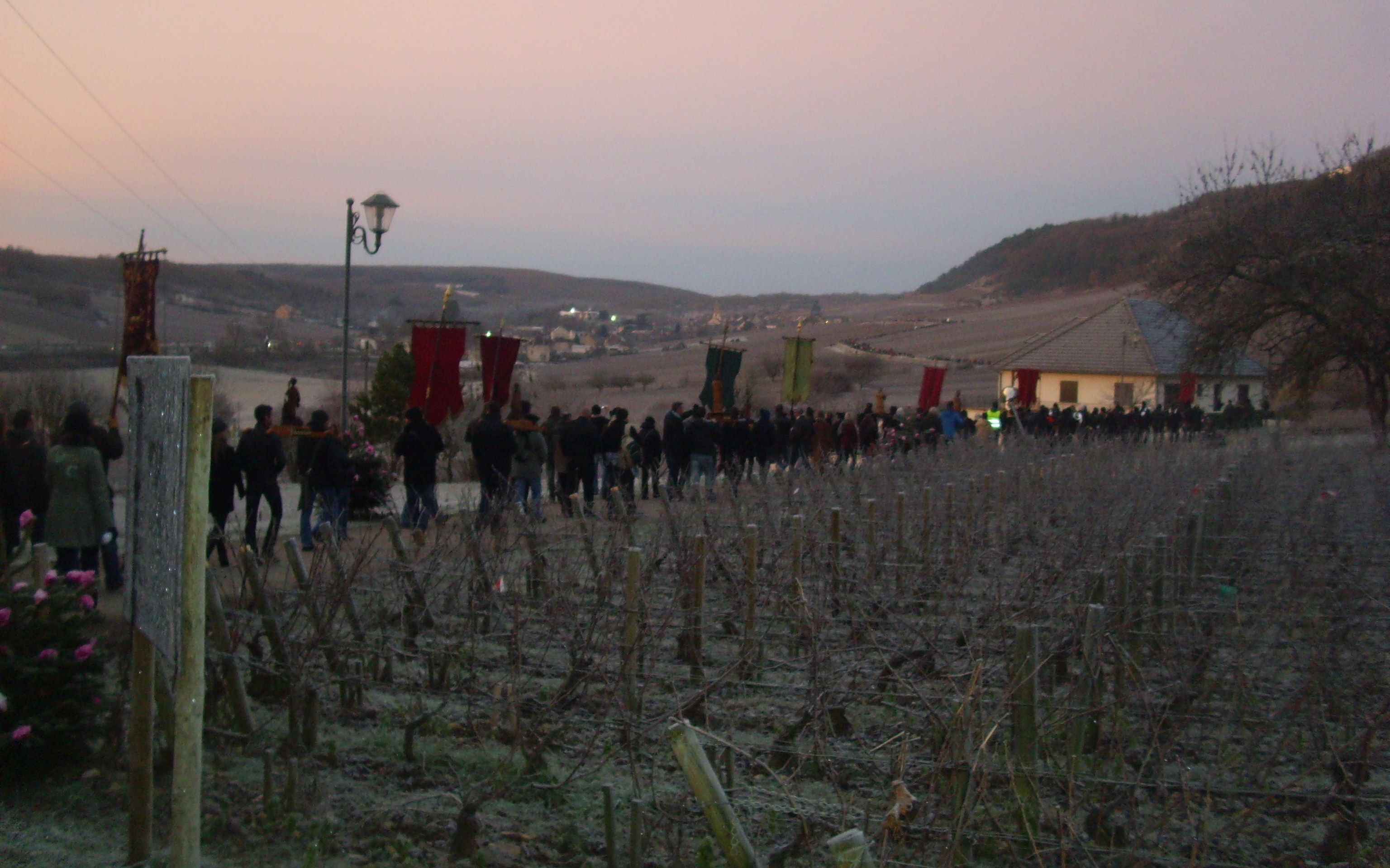
L'édition 2014 de la Fête de la Saint-Vincent tournante.
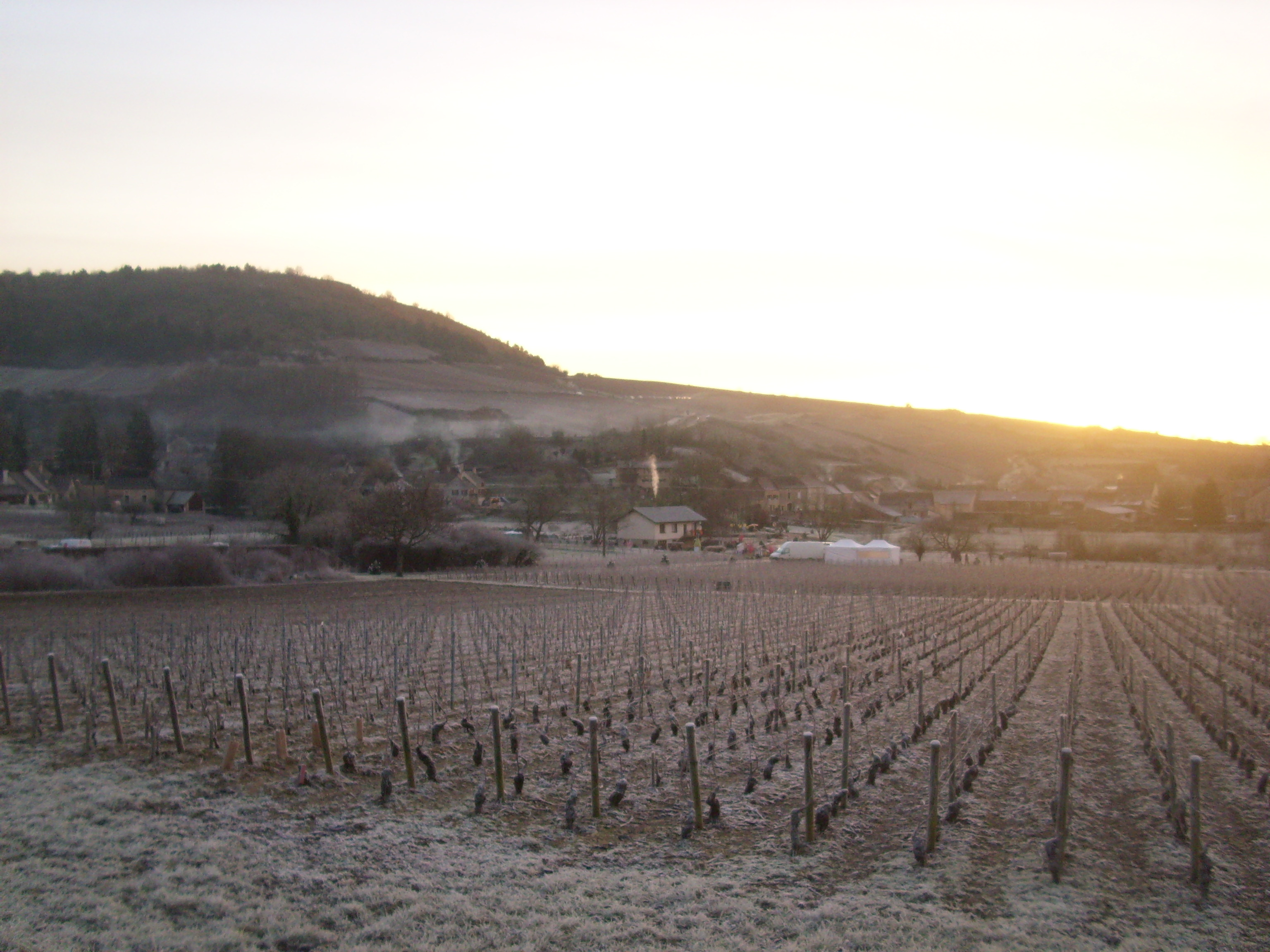
Lors de la Fête de la Saint-Vincent tournante, en 2014.